# Torneo Interbritannico 1967
Il Torneo Interbritannico 1967 fu la settantunesima edizione del torneo di calcio conteso tra le Home Nations dell'arcipelago britannico. Il torneo fu vinto dalla Scozia. 

## Risultati
| Data             | Luogo   | Squadra 1        | Risultato | Squadra 2        |
| ---------------- | ------- | ---------------- | --------- | ---------------- |
| 22 ottobre 1966  | Belfast | Irlanda del Nord | 0 - 2     | Inghilterra      |
| 22 ottobre 1966  | Cardiff | Galles           | 1 - 1     | Scozia           |
| 16 novembre 1966 | Glasgow | Scozia           | 2 - 1     | Irlanda del Nord |
| 16 novembre 1966 | Londra  | Inghilterra      | 5 - 1     | Galles           |
| 12 aprile 1967   | Belfast | Irlanda del Nord | 0 - 0     | Galles           |
| 15 aprile 1967   | Londra  | Inghilterra      | 2 - 3     | Scozia           |

## Classifica
| Pos | Squadra          | Pti | G | V | N | P | GF | GS |
| --- | ---------------- | --- | - | - | - | - | -- | -- |
| 1   | Scozia           | 5   | 3 | 2 | 1 | 0 | 6  | 4  |
| 2   | Inghilterra      | 4   | 3 | 2 | 0 | 1 | 9  | 4  |
| 3   | Galles           | 2   | 3 | 0 | 2 | 1 | 2  | 6  |
| 4   | Irlanda del Nord | 1   | 3 | 0 | 1 | 2 | 1  | 4  |